# MÁV 201II

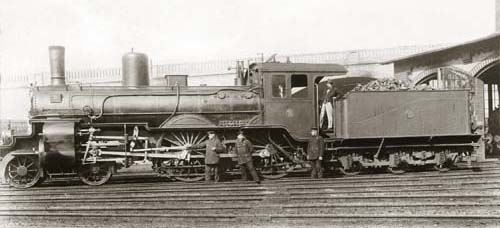
Az „S3 Stettin 9“ (BMAG 2374/1897)1905-ben a Berlin-Gesundbrunnen-i mozdonyszínben

A porosz S 3 típus egy 2B tengelyelrendezésű szerkocsis gyorsvonati gőzmozdony volt, mely a Lengyel Államvasutaktól (PKP) került a MÁV állományába. A mozdonyt eredetileg a Porosz államvasutak építtette Hannoverben a Hanomag Gépgyárban, és az több mint 100 ilyen típusú mozdonnyal az első világháborút követően került a PKP tulajdonába.

## Felépítése, teljesítménye
Az S 3 telítettgőzű kompaund rendszerű mozdony volt 2’B tengelyelrendezéssel egy kis- és egy nagynyomású gőzhengerrel (2'B n2v jelleg). A mozdony az S 2 típus továbbfejlesztett változata volt megnövelt kazánnal. Ez a típus a végpontokon nagyobb – legalább 17 m hosszú - fordítókorongokat igényelt, mivel a porosz S 2–höz képest megnövelték a tengelytávolságát a jobb futási tulajdonságok elérése érdekében. 3 T 15, pr 2’2’ T 16, pr 2’2’ T 20 és pr 2’2’ T 21,5 típusú szerkocsival üzemeltek.
Az S3 típusú mozdonyok tíz vagonból álló gyorsvonatot (mely 320 t elegytömegnek felelt meg) sík pályán 75 km/h-val továbbítottak és még 10 ezrelékes emelkedőn is 150 tonnás vonattal 50 km/h sebességre voltak képesek.

## Az erősített S 3
1900-tól készültek különböző változatban négyhengeres kompaund mozdonyok S 5 típusjelzéssel amely nagyobb teljesítményű volt mint a korábbi S 3 és S 4 típusok. Ezek nem feleltek meg az elvárásoknak, ezért a Vulkán AG mérnökei a kereslet kielégítésére megépíttették a jól bevált S 3 típus erősebb változatát egy nagyobb teljesítményű kazánnal és nagyobb gőzhengerekkel. Ezek a mozdonyok először erősebb S 3, 1911-től S 5.2 típusjelzést kaptak. Nyolc mozdony azonban véletlenül még 1911 után is S 3 jelű maradt. A Vulkán és a Schichau 1905–1911 között összesen 367 darabot szállított ebből a típusból a Porosz Államvasutaknak.

## Elterjedésük
A porosz államvasutak 1904-ig összesen 1027 ilyen típusú mozdonyt szerzett be és megtalálhatóak voltak szinte minden gyorsvonati vonalon. Ez volt tehát a legnagyobb számban gyártott német gyorsvonati mozdony.
A sorozatból a porosz vasúton kívül további 40 db-ot vásárolt az Elzász-Lotaringiai Vasút (mint Elsaß-Lothringische S 3)) és az Oldenburgi Vasút (mint Oldenburgische S 3) is.

## További sorsuk
Az első világháború után a sorozatból több mint száz mozdony került a lengyel és litván vasút állományába, ahol egy részük az 1940-es évekig üzemben maradt  Ezek egy része 1940-ben a második világháborús eseménynek kapcsán a Német Birodalmi Vasút (Deutsche Reichsbahn, DR) állományába került mint 13.010, 301, 302, 305–337, 339 és 340 pályaszámú. Néhány közülük  1955-ig az egykori NDK államvasútjánál maradt, majd visszakerült a PKP-hoz.
A német gőzmozdonyok átszámozási tervének bevezetése után 1923-tól a 451 porosz S 3 mozdony a DR-nél a 13.008–458 pályaszámot kapta. Közülük 1925-re csupán 27 db maradt melyeket 12.012-28 pályaszámtartományba osztottak. A 13.01-es nem S 3-as, hanem egy átépített S 2-es volt. A mozdonyokat 1927-ig selejtezték.
Az Oldenburgi Államvasutak S 3 mozdonyai 1925-ben  13.1801–1806 pályaszámokat kaptak, de egy évvel később selejtezték őket.

## Fordítás
Ez a szócikk részben vagy egészben  a   Preußische S 3 című német Wikipédia-szócikk fordításán alapul.  Az eredeti cikk szerkesztőit annak laptörténete sorolja fel. Ez a jelzés csupán a megfogalmazás eredetét és a szerzői jogokat jelzi, nem szolgál a cikkben szereplő információk forrásmegjelöléseként.